# Geoesquema de las Naciones Unidas
El geoesquema de las Naciones Unidas es una división del mundo en regiones geográficas realizada por la Organización de las Naciones Unidas por razones estadísticas, sobre la base de la denominada Clasificación M49.
Esta subdivisión del mundo fue encargada a la División de Estadística de la Secretaría de las Naciones Unidas con fines de procesamiento estadístico y sus ediciones se imprimieron en 1970, 1975, 1982, 1996 y la última en 1999. La división del mundo en regiones geográficas por continente es la siguiente: África 5 subregiones, América 4 subregiones, Asia 5 subregiones, Europa 4 subregiones y Oceanía 4 subregiones, para un total de 22.

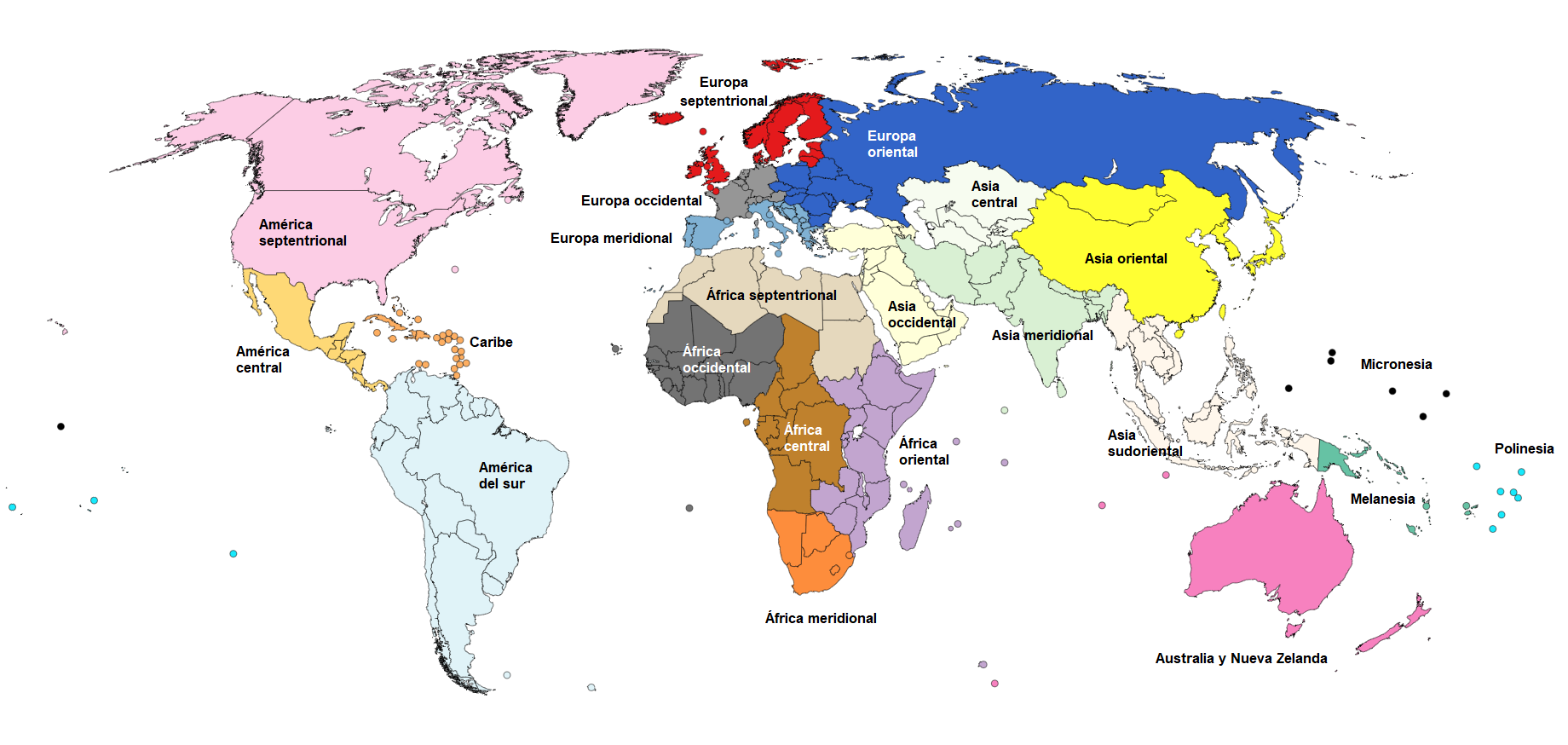

## África
Regiones y subregiones de África:
- África del Norte
- África Oriental
- África Occidental
- África Central o África Media
- África del Sur

## América
Regiones y subregiones de América:
- América del Norte
- América Central
- América Insular o Islas del Caribe
- América del Sur

## Asia
Regiones de Asia:
- Asia Central
- Asia Oriental
- Asia del Sur
- Sudeste Asiático
- Asia Occidental

## Europa
Regiones de Europa:
- Europa Oriental
- Europa del Norte
- Europa del Sur
- Europa Occidental

## Oceanía
Regiones de Oceanía:
- Australasia
- Melanesia
- Micronesia
- Polinesia

## Datos importantes
- Subregión con mayor número de países: África Central, con un total de 19 países soberanos.
- Subregión con menor cantidad de países: Australasia, en ella solo se encuentran Australia y Nueva Zelanda.
- Subregión más grande del mundo: Europa del Este, con una superficie de 19 012 332 km² (Rusia, con 17 098 242 km², ocupa el 89,93 % de esta superficie).
- Subregión más poblada del mundo: Asia Oriental, con una población de 1 657 574 000 hab., (el 85 % de esta población se encuentran en China (1 420 430 000 hab. aprox).
- Subregión menos poblada y más pequeña del mundo: Micronesia tiene una población de 446 000 hab.y un superficie de 2.600 km²